# UTC+07:20
Giờ UTC+7:20 được dùng như Giờ mùa hè tại Singapore từ năm 1933 và 1940.